# Zou (okres Zhou)
Zou – małe państwo w dawnych Chinach. Zajmowało południowo-zachodnią część dzisiejszej prowincji Shandong, między państwami Lu, którego było wasalem i Song. Podobnie jak poprzednie, jedno z centralnych państw chińskich okresu Wiosen i Jesieni i Królestw Walczących. Według Sima Qiana Zou przechowywało tradycje Zhou, przez co jego mieszkańcy mieli tendencję do formalizmu i rytuału, byli pracowici i ortodoksyjni; państwo, choć małe, było ludne, a jednym ze źródeł bogactwa była hodowla jedwabników. Sima Qian (jako konfucjanista) krytykował wszakże zaangażowanie w handel i dążenie do zysku, powszechne w schyłkowym okresie państwa.
Książęta Zou rządzili pierwotnie z tytułem Zhu (邾), następnie zmienionym na Zou; swoje pochodzenie wywodzili od legendarnego Żółtego Cesarza. Nosili nazwisko Cao (曹), które zmienili na Zhu (朱), na pamiątkę swego dawnego władztwa, po tym, jak ich państwo zostało podbite i zaanektowane przez Chu w IV w. p.n.e. (nazwisko to jest w północnych Chinach wciąż bardzo popularne).
Genealogia książąt Zhu/Zou jest legendarna, ale świadczy o tym, że nie pochodzili z rodu Ji, czyli dynastii rządzącej Zhou. Jest możliwość, że podobnie jak kilka innych państw szantuńskich, państwo Zou było etnicznie pokrewne tzw. Dongyi (wschodnim barbarzyńcom, ludom niechińskim).
W Zou urodził się drugi najsławniejszy filozof konfucjański - Mencjusz.